# Ford Thunderbird (neuvième génération)
‌
Cet article concerne la neuvième génération de l'automobile Ford Thunderbird. Pour des informations générales sur la Thunderbird, consultez Ford Thunderbird.
La neuvième génération de Ford Thunderbird est un coupé personnel de luxe qui a été fabriqué et commercialisé par Ford pour les années modèles 1983 à 1988. En réponse à la baisse des ventes de la  Thunderbird de 1980–1982, la Thunderbird a subi une révision complète du modèle pour l'année 1983. Tout en restant un coupé personnel de luxe (pour minimiser les chevauchements avec la Ford Mustang), la refonte de la Thunderbird a marqué une transition dans la gamme des modèles, mettant l'accent sur les performances et la maniabilité par rapport au luxe pur et au confort. En tant que thème central de la conception, la Thunderbird de neuvième génération marque l'introduction d'une conception de carrosserie hautement aérodynamique pour les véhicules Ford en Amérique du Nord (réduisant son coefficient de traînée de 0,50 à 0,35), suivie de gammes de modèles avec une conception similaire, y compris les Ford Mustang SVO de 1984, Ford Tempo de 1984, Ford Aerostar de 1986 et Ford Taurus de 1986.
La neuvième génération de la Thunderbird est dérivée de la plate-forme Fox de Ford, comme la Thunderbird de 1980 (mais avec un empattement plus court). Le V8 de 4,9 L (aussi nommé 5,0 L par Ford) a fait son retour pour 1983, couplé sur la première (et unique) Thunderbird quatre cylindres. Propulsé par une variante de la transmission de la Mustang SVO, la Thunderbird Turbo Coupe a été développée en tant que variante haute performance. La Thunderbird de neuvième génération est l'équivalent de la Mercury Cougar (revenant uniquement en configuration coupé) et de la Lincoln Continental Mark VII (1984–1992).
Comme avec sa prédécesrice, la neuvième génération de Ford Thunderbird a été produite à Atlanta Assembly et Lorain Assembly (à Hapeville, Géorgie, et Lorain (Ohio), respectivement). Pour l'année modèle 1989, cette génération a été remplacée par la dixième génération de Ford Thunderbird, la gamme de modèles étant passée de la plate-forme Fox à la plate-forme MN12.

## Développement
À la suite de l'introduction de la Thunderbird de 1980, les ventes de la plaque signalétique ont fortement diminué par rapport à sa prédécesseur de 1977 à 1979, bien qu'il s'agisse d'un véhicule plus économe en carburant. Alors que les années 1970 faisaient place aux années 1980, les voitures personnelles de luxe sont progressivement devenues plus sportives, avec des véhicules de plus en plus populaires, comme la BMW Série 6 . En 1980, le président de Ford, Donald Petersen, a demandé au vice-président du design de Ford et de la Thunderbird de 1980, Jack Telnack: "est-ce ce que vous voudriez cela dans votre allée?". La réponse négative de Telnack a incité l'entreprise à demander que la Thunderbird soit complètement redessinée.
Une proposition de Lincoln a été conçue dans le Lincoln-Mercury Studio, ce qui a plu à M. Peterson. Dave Royer s'est vu confier la tâche de mettre un design similaire sur le modèle Thunderbird. Lui et le maître modeleur Sam Borg ont assemblé le modèle en terre cuite en très peu de temps. Caldwell l'a approuvé et Royer l'a ensuite développé dans la soufflerie. De nombreux membres de la direction du design ont pensé que c'était une erreur. Un responsable de haut niveau de la conception l'a appelé «chaussure de tennis brûlée».
Pour donner à la voiture une image plus contemporaine, la carrosserie a été entièrement repensée de fond en comble. Mis à part la calandre de style caisse à œufs et l'emblème Thunderbird (qui ont tous deux été considérablement mis à jour), aucun élément de style n'a été reporté. Pour contrôler les coûts de développement, la Thunderbird de 1983 a été contrainte de conserver son châssis à plate-forme Fox, y compris une partie de l'intérieur légèrement modifiée par rapport à la génération précédente. Dans le style des concept cars Ford Probe et Ford Sierra de 1982, la Thunderbird a été conçue pour une efficacité aérodynamique parallèlement à son apparence, avec de nombreux panneaux de carrosserie ayant des bords arrondis et ses portes s'enroulant dans le toit. En contraste extrême avec ses prédécessrices de la fin des années 1970, la Thunderbird de 1983 a été conçue pour minimiser l'utilisation de garnitures chromées; certains niveaux de finition les limitaient exclusivement aux roues.

## Modifications d'année modèle

### 1983-1986
Après sa refonte pour l'année modèle 1983, la Thunderbird était disponible en version de base, Heritage ou Turbo Coupe, qui était le modèle le plus cher axé sur les performances. La base et l'Heritage sont livrées de série avec un V6 Essex de 3,8 L (232 pouces cubes) qui était évalué à 110 chevaux (82 kW) couplé à une transmission automatique à trois vitesses. Un V8 Windsor de 5,0 L (302 pouces cubes) d'une puissance de 140 chevaux (100 kW) était également disponible avec les deux anciens modèles. La Turbo Coupe, le modèle haut de gamme, était spéciale pour plusieurs raisons. Elle utilisait un moteur quatre cylindres turbocompressé de 2,3 L (140 pouces cubes) avec le système de commande électronique du moteur EEC-IV de Ford. Contrairement aux autres modèles, la Turbo Coupe est livrée avec une transmission manuelle à cinq vitesses en standard. D'autres améliorations comprenaient un différentiel à glissement limité (appelé «Traction-Lok»), des pneus et des roues plus grandes et un intérieur plus sportif avec des jauges analogiques.
Pour l'année modèle 1984, peu de modifications ont été apportées. La Turbo Coupe a obtenu une transmission automatique à trois vitesses en option. Un modèle FILA a été introduit, qui présentait une peinture unique, un intérieur unique et des choix de roues, ainsi que des badges pour donner à la voiture un aspect plus européen. Le modèle Heritage de milieu de gamme a été rebaptisé élan.
Pour 1985, la Thunderbird célébrait sa 30e année dans la gamme des modèles Ford; un modèle 30th Anniversary Edition a été créé, qui comportait une peinture et des rayures bleues uniques et était livré avec beaucoup d'options. Elle était vaguement basée sur la finition Élan et la plupart des exemplaires étaient équipés du V8 de 5,0 L. Toutes les Thunderbird ont reçu un intérieur mis à jour avec un tableau de bord redessiné. La calandre et les feux arrière ont également été révisés. La puissance nominale du moteur a été augmentée à 155 chevaux (116 kW) pour la Turbo Coupe.
Des modifications mineures ont été apportées en 1986, notamment l'ajout d'un feu stop central et la suppression de l'édition FILA. En 1986, Ford a commencé à travailler sur le projet "MN12" qui servirait de base à une toute nouvelle génération de Thunderbird. Censé concurrencer la BMW Série 6, Ford pensait que la nouvelle Thunderbird serait un changement trop important pour le public et voulait toujours capitaliser sur le succès remporté par la génération existante de Thunderbird.

### 1987-1988
Pour l'année modèle 1987, l'extérieur de la Thunderbird a été mis à jour pour encore améliorer ses performances aérodynamiques. Les phares sont passés d'unités à faisceau scellé à des unités composites encastrées et le verre de quart arrière était également encastré. Les Thunderbird Turbo Coupe se distinguaient par leur propre carrosserie avant, qui supprimait une calandre avant traditionnelle, avec des écopes de capot fonctionnelles dirigées vers le refroidisseur intermédiaire. Contrairement aux Thunderbird de dix ans auparavant, les garnitures chromées n'étaient utilisées qu'avec parcimonie; sur les Turbo Coupe, la seule garniture chromée sur toute la voiture étant les emblèmes et le lettrage Thunderbird. La gamme de modèles a encore été modifiée; pour aligner la Thunderbird avec les autres modèles Ford, la finition Élan a été abandonnée, remplacée par les versions LX et Sport. La LX était équipée du V6 tandis que la Sport était équipée du V8.
Les Turbo Coupe ont gagné un refroidisseur intermédiaire, donnant essentiellement à la voiture le groupe motopropulseur de la Mustang SVO. Les modèles équipés de la boîte manuelle à cinq vitesses avaient une puissance accrue à 190 ch (142 kW), ce qui les rend capables d'atteindre une vitesse de pointe de 143 mi/h (230 km/h). Les modèles avec la transmission automatique à quatre vitesses (nouveau pour 1987) ont été désaccordés à 150 ch (112 kW) dans l'intérêt de la durabilité de la transmission; La suralimentation du turbocompresseur a été réduite à 9,5 psi (65 kPa ou 0,65 bar) au lieu de 10 à 15 psi (70 à 100 kPa ou 0,7 à 1 bar). Les Turbo Coupe étaient équipés de freins à disque antiblocage sur toutes les roues, d'un contrôle automatique de la conduite et de pneus de performance 225/60VR de 16 pouces. La Turbo Coupe comportait également une jupe avant de style performance avec des phares antibrouillard et des garnitures spéciales avec des insignes «Turbo Coupe» sur les portes, ainsi que des jantes en alliage de style «Snowflake» de 16 pouces. La Thunderbird Turbo Coupe a été nommée voiture de l'année Motor Trend en 1987. 1988, dernière année de la Turbo Coupe, n'a connu que des changements mineurs. La transmission manuelle à cinq vitesses permettait désormais le plein de suralimentation à 1 bar dans tous les rapports en marche avant (au lieu d'exclure les deux premiers rapports). La Turbo Coupe a été remplacée en 1989 par la Super Coupe qui avait un moteur V6 de 3,8 L suralimenté - une rupture radicale avec l'ancien quatre cylindres turbo.

## Totaux de production
| Année | Production |
| 1983  | 121,999    |
| 1984  | 170,551    |
| 1985  | 151,852    |
| 1986  | 165,965    |
| 1987  | 128,135    |
| 1988  | 147,243    |
| Total | 885,745    |